# Pardosa hohxilensis
Pardosa hohxilensis là một loài nhện trong họ Lycosidae.
Loài này thuộc chi Pardosa. Pardosa hohxilensis được Da-xiang Song miêu tả năm 1995.